# Empoasca anilla
Empoasca anilla är en insektsart som beskrevs av Ross 1959. Empoasca anilla ingår i släktet Empoasca och familjen dvärgstritar. Inga underarter finns listade i Catalogue of Life.